# Magnus Öring (1682–1721)
Magnus Öring, född 1682 i Tjällmo socken, död 11 februari 1721 i Fornåsa socken, var en svensk präst.

## Biografi
Magnus Öring föddes föddes 1682 i Tjällmo socken. Han var son till kyrkoherden Magnus Öring och Dorothea Thoresdotter. Öring blev 1703 student vid Uppsala universitet och prästvigdes 15 februari 1712. Han blev 1713 komminister i Hällestads församling och 1718 kyrkoherde i Fornåsa församling. Öring avled 11 februari 1721 i Fornåsa socken.

### Familj
Öring gifte sig 25 maj 1718 med Margareta Rydelius (1682–1772). Hon var dotter till kyrkoherden Johannes Rydelius och Catharina Hornér i Fornåsa socken. Margareta Rydelius hade tidigare varit gift med kyrkoherden Anders Nelander i Fornåsa socken. Rydelius och Öring fick tillsammans barnen Dorothea (1719–1722) och Magnus (född 1720).